# إميليو جريكو
إميليو جريكو (بالإيطالية: Emilio Greco) هو نحات إيطالي، ولد في 11 أكتوبر 1913 في قطانية في إيطاليا، وتوفي في 5 أبريل 1995 في روما في إيطاليا.

## وصلات خارجية
- إميليو جريكو على موقع أوليمبيديا (الإنجليزية)
- إميليو جريكو على موقع الموسوعة البريطانية (الإنجليزية)
- إميليو جريكو على موقع مونزينجر (الألمانية)